# Bruno Bozzetto Film
Bruno Bozzetto Film è stata una casa di produzione e studio d'animazione con sede a Milano.
Era conosciuta principalmente per aver prodotto le miniserie TV in animazione del Signor Rossi, oltre ad una lunga serie di spot pubblicitari di Carosello, video istituzionali, film, cortometraggi e sigle di vari programmi.

## Storia
Lo studio Bruno Bozzetto Film venne fondato nel 1960 a Milano, in via Melchiorre Gioia, 55 da Bruno Bozzetto. Chiuderà ufficialmente nel 2000.
Nel 1980 fu realizzato un documentario di quattro puntate con il nome Ma come fanno a farli così belli? della RSI diretta da Bruno Bozzetto e girato nello studio dove spiega la produzione dei cartoni animati.
Nel 2007 fu fondato il nuovo Studio Bozzetto &Co. Viene aperto da Bruno Bozzetto, dal figlio Andrea e da Pietro Pinetti.

## Filmografia

### Cortometraggi
- Un Oscar per il signor Rossi (1960)
- Alfa Omega (1961)
- I due castelli (1963)
- Il signor Rossi va a sciare (1963)
- Il signor Rossi al mare (1964)
- Il signor Rossi compra l'automobile (1966)
- Una vita in scatola (1967)
- L'uomo e il suo mondo (1967)
- Ego (1969)
- Il signor Rossi al camping (1970)
- Oppio per oppio (1972)
- Il signor Rossi al safari fotografico (1972)
- Opera (1973)
- Self Service (1974)
- La cabina (1973)
- Il signor Rossi a Venezia (1974)
- La piscina (1976)
- Striptease (1977)
- Baby Story (1978)
- Tennis Club (1982)
- La pillola (1983)
- Sigmund (1983)
- Moa Moa (1984)
- Eldorado (1984)
- Il Corsaro Nero (1985)[5]
- Baeus (1987)
- Mistertao (1988)
- Big Bang (1990)
- Cavallette (1990)
- Dancing (1991)
- Tulilem (1992)
- Drop (1993)
- Benvenuti a cinema 5. vi aspettavamo (1993)
- W.W.F. (1993)
- Help? (1995)
- Point of view (1998)
- Europa&Italia (1998)
- Tony e Maria (1999)
- Tony e Maria: Monsters (1999)
- Tony e Maria: Horror (1999)
- Tony e Maria: Far West (1999)
- Tony e Maria: War (1999)
- To bit or not to bit (2000)
- I cosi (2000)

### Lungometraggi
- West and Soda (1965)
- Vip - Mio fratello superuomo (1968)
- Il signor Rossi cerca la felicità (1976)
- Allegro non troppo (1976)
- I sogni del Signor Rossi (1977)
- Le vacanze del Signor Rossi (1978)
- Sotto il ristorante cinese (1987)

### Miniserie animate
- Le avventure del signor Rossi (1972)
- Il Signor Rossi e lo sport (1975)
- Stripy (1978-79)
- Lilliput Put (1980)
- Mr. Hiccup (1983)

### Sigle televisive
Negli anni settanta la Bruno Bozzetto Film ha realizzato sigle iniziali e finali per programmi TV della Rai, RSI, TMC e Mediaset. Furono  realizzate da Guido Manuli per lo studio Bozzetto fino al 1979 quando Manuli lasciò lo studio per mettersi in proprio. Da allora la Bruno Bozzetto Film non produsse più sigle.
- Settevoci (1966-1970) - edizione 1970
- Scacciapensieri (1971–in corso) - programma della RSI
- Gli ultimi cento secondi (1972-1973)
- Foto di gruppo (1974)
- Tante scuse (1974)
- Prossimamente Cinema (1975), programma della RSI
- Spaccaquindici (1975)
- Un colpo di fortuna (1975-1976) - solo l'Anteprima
- Chi? (1976-1977) - solo l'Anteprima
- Ieri e oggi (1967-1980) - edizione 1976
- Scommettiamo? (1976-1978)
- Rita ed io (1977)
- Un peu d'amour, d'amitié et beaucoup de musique (1974-1980) - programma della TMC edizione 1976-77
- TMC Telegiornale (1977) - programma della TMC
- Questa nostra epoca (1977) - programma della TMC
- Tutti ne parlano (1977) - programma della TMC
- Tele-scopia (1977) - programma della TMC
- Secondo voi (1977) - solo l'Anteprima
- Il dirigibile (1975-1980) - edizione 1977-1978
- A modo mio (1977)
- Portobello (1977-1983)
- Tabù (1978)
- L’uomo e l’ignoto (1978)
- Io e la Befana (1978-1979) - solo l'Anteprima
- Luna Park (1979)
- Lascia o raddoppia? (1979) - riedizione

### Documentari
- Come si realizza un cartone animato documentario per la Cine Club Milano (1960)
- Ma come fanno a farli così belli? documentario della RSI di 4 puntate (1980)
- Quark (1981-1989)

### Serie TV
- Sandwich serie televisiva della RSI di 13 puntate con Pietro Ghislandi (1984)

### Publicità
- Carosello (1960-1976)
- Spot Comitato Italiano Gas (1991-1994) con il Signor Rossi.